# لويز راسموسن
لويز راسموسن (بالدنماركية: Grevinde Danner)‏ (و. 1815 – 1874 م) هي راقصة باليه، وhatter، وممثلة، من الدنمارك، ولدت في كوبنهاغن، توفيت في جنوة، عن عمر يناهز 59 عاماً.